# 태평양 벨트

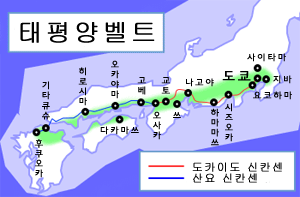
태평양 벨트

태평양 벨트 또는 다이헤이요 벨트(일본어: 太平洋/たいへいよう ベルト 다이헤이요 베루토[*])는 일본의 미나미칸토 지방에서 기타큐슈 지방까지를 연결한 일련의 공업지역을 말한다.
미나미칸토에서 키타큐슈까지 도쿄도 구 지역·가와사키시·요코하마시·시즈오카시·하마마쓰시·나고야시·교토시·오사카시·고베시·오카야마시·히로시마시·기타큐슈시·후쿠오카시 등을 중심으로, 공업·상업면에서 대·중형급 도시가 늘어서 있으므로, 미나미칸토에서 기타큐슈에 걸친 도시군(메갈로폴리스)을 총칭해 가리키는 경우도 있다.
1960년의 소득배증계획 책정을 위한 경제심의회 산업입지소위원회의 보고에서, 기존의 게이힌 공업지대·주쿄 공업지대·한신 공업지대·기타큐슈 공업지대의 4대 공업지대에 병목 현상이 발생하자 세토 내해 연안과 시즈오카현 등의 중간 지역에 새로운 공업지대를 형성해, 띠 위에 태평양 연안 지역 전체를 공업 지대의 핵심으로 하는 일명 ‘태평양 벨트 지대 구상’을 제창한 것에서 유래되었다.

## 호칭
- 게이요 공업지역 (지바현, 12조 엔)
- 게이힌 공업지대 (도쿄도·가나가와현, 40조 엔)
- 도카이 공업지역 (시즈오카현, 17조 엔)
- 주쿄 공업지대 (아이치현·기후현·미에현, 43조 엔)
- 한신 공업지대 (오사카부·효고현, 33조 엔)
- 세토나이 공업지역 (오카야마현·히로시마현·야마구치현 동부·가가와현·에히메현, 24조 엔)
- 기타큐슈 공업지대 (후쿠오카현·오이타현, 7조 엔)

괄호 내는 지역과 공업생산액을 뜻한다. 이 중 게이힌 공업지대·주쿄 공업지대·한신 공업지대·기타큐슈 공업지대를 묶어 4대 공업지대라고 하며, 기타큐슈 공업지대를 제외한 3지대는 3대 공업지대라고 부른다.

## 특징
철도・도로・항만 등의 교통이나 시설이 정비되어 있으며, 일본 전체 인구의 약 60퍼센트와 공업생산액의 약 70퍼센트가 집중되어 있다. 그 반면에 과밀이나 공해, 범죄 등이 증가하는 등 문제도 발생하고 있다. 고속 교통망으로는 도카이도 신칸센이 미나미칸토 지방과 기나이(긴키 지방 중부)를 연결하고, 산요 신칸센이 기나이와 기타큐슈 지방을 연결한다.
또 제5차 전국총합개발계획(21세기의 국토의 그랜드디자인)에서는 태평양 벨트 지대를 ‘서일본 국토축’으로 재도약 시키려는 새로운 정책이 계획되었다.

## 같이 보기
- 일본의 국토축
- 일본의 도시권
- 선 벨트
- 실리콘 밸리
- 블루 바나나
- 메갈로폴리스